# 我们从何处来？我们是谁？我们向何处去？
《我们从何处来？我们是谁？我们向何处去？》是保罗·高更于1897年12月完成的一幅布上油画，仍然以塔希提岛为背景。此畫是高更最大幅、最有名的傑作。據畫家所言，它是「直接畫在皺巴巴的粗麻布上的，因此表面看來相當粗糙。」该作是一幅具有总结性的作品，同年3月画家刚刚经历了丧女之痛，之后又一直受着梅毒和眼病的折磨，贫病交加的画家起意自尽，临死前完成这幅画作，因此这部作品集中表现了他对人生和艺术的见解。然而其后画家自杀未遂，得以继续创作另外一些最后的作品。

## 结构
该画最右边是一个生机勃勃的婴儿，最左边是一个行将就木的老妇人，整个画面代表了人的一生。中间是一个摘芒果的人，象征人世的欢乐。右边有一个人惊讶的看着两个穿长衫者谈论自己的命运。左上方一座暗蓝色雕像举起双手，暗示死亡的不可避免，也似乎在指引着來世。高更特意忽略色調的轉換：整片景觀是藍色和維羅納式綠色，金橘色的赤裸身軀在畫中特別顯著。